# Línea 142 (Rosario)
Línea 142 es una línea de transporte urbano de pasajeros de la ciudad de Rosario, Argentina. El servicio está actualmente operado por Rosario Bus. 
Anteriormente el servicio de la línea 142 era prestado desde sus orígenes y bajo la denominación de línea C por Transportes General Las Heras S.R.L. (cambiando en 1986 su denominación a línea 142), luego por Transportes Automotores General Las Heras S.R.L., y finalmente Rosario Bus. 
Su recorrido es el resultante de la fusión desde el año 1996 de las líneas 117 (4 Roja), 142 y 155. 
En su variante "negra", en 2014 se extendió su recorrido hasta el municipio de Funes.
Junto con la línea 107 (roja y negra), son los únicos servicios municipales que conservan todavía el color amarillo en sus coches, tras la adaptación del celeste producto de un nuevo sistema de transporte iniciado en el año 2019 y que aún no se ha puesto en marcha.

## Recorridos

### 142
Servicio diurno y nocturno.
|  |  | KBHFa |

|  |  | BHF |

|  |  | HST |

|  |  | hKRZWae |

|  |  | BHF |

|  |  | BHF |

|  | KBHFa | STR |  |

|  |  | KBHFa |

|  |  | KRZo |

|  |  | BHF |

|  |  | BHF |

|  |  | hSTRa@g |

|  |  | hSTR |

|  |  | hSTR |

|  |  | hKRZ |

|  |  | hSTR |

|  |  | hSTR |

|  |  | hKRZW |

|  |  | hSTR |

|  |  | hSTR |

|  |  | hSTRe@f |

|  |  | BHF |

|  |  | BHF |

|  |  | BHF |

|  |  | BHF |

|  |  | BHF |

|  |  | BHF |

|  |  | STR+lBUEq |

|  |  | BHF |

|  |  | BHF |

|  |  | BHF |

|  | KBHFa | STR |  |

|  | STRl | ABZg+r |  |

|  |  | KRZu |

|  |  | BHF |

|  |  | BHF |

|  |  | STR+lBUEq |

|  |  | BHF |

|  |  | BHF |

|  |  | BHF |

|  |  | BHF |

|  | BUS2 | DST |  |

|  |  | BHF |

|  |  | BHF |

|  |  | BHF |

|  | BUS2 | DST |  |

|  | BUS2 | BHF |  |

|  |  | BHF |

|  |  | BHF |

|  |  | BHF |

|  |  | BHF |

|  |  | BHF |

|  |  | BHF |

|  |  | BHF |

|  |  | BHF |

|  |  | BHF |

|  |  | BHF |

|  |  | STR+GRZq |

|  |  | hKRZWae |

|  |  | BHF |

|  | STR+l | ABZgr |  |

|  | KBHFe | BHF |  |

|  |  | KBHFe |